# Carlos IV del Sacro Imperio Romano Germánico

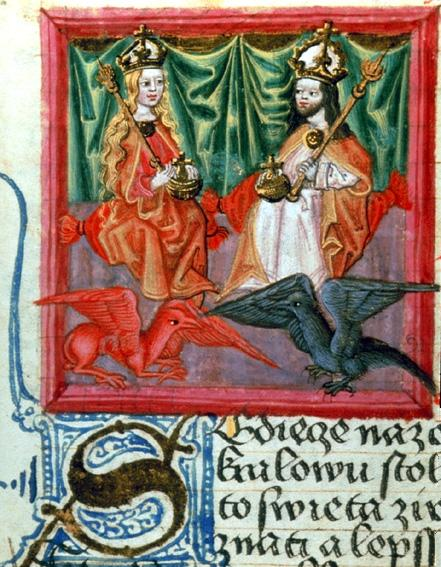
Carlos y su primera esposa Blanca.

Carlos I de Bohemia y IV de Alemania (Praga, 14 de mayo de 1316-Praga, 29 de noviembre de 1378), también conocido como Carlos de Luxemburgo, nacido Wenceslao, emperador del Sacro Imperio Romano Germánico y rey de Bohemia. Era miembro de la Casa de Luxemburgo por parte de su padre y de la Casa de Přemyslid bohemia por parte de su madre; enfatizó este último debido a su afinidad de por vida con el lado bohemio de su herencia, y también porque sus antepasados directos en la línea Přemyslid incluían dos santos.
Era el hijo mayor y heredero de Juan de Bohemia, rey de Bohemia y conde de Luxemburgo, que murió en la Batalla de Crécy el 26 de agosto de 1346. Su madre, Elizabeth, reina de Bohemia, era hermana de Wenceslao III, rey de Bohemia y Polonia, el último de los gobernantes varones de la Přemyslid de Bohemia. Carlos heredó de su padre el título de Conde de Luxemburgo y fue elegido rey del Rey de Bohemia. El 2 de septiembre de 1347, Carlos fue coronado rey de Bohemia.
En 11 de julio de 1346, los príncipes electores le eligieron como Rey de los romanos (rex Romanorum) en oposición a Luis IV, Emperador del Sacro Imperio Romano Germánico. Carlos fue coronado el 26 de noviembre de 1346 en Bonn. Tras la muerte de su oponente, fue reelegido en 1349 y coronado rey de los romanos. 
Carlos IV fue un reconocido antisemita. En 1349 se firmó en Europa el Decreto de Benfeld, que acusaba formalmente a los judíos de ser los culpables de propagar la peste negra, que provocó la muerte de la mitad de la población, pidiendo su inmediata expulsión de todas las ciudades y desatando una terrible ola de violencia contra ellos. El emperador Carlos IV, promulgó un edicto por el cual todas las propiedades de los judíos asesinados en esta tesitura, podían ser confiscadas por sus vecinos cristianos con total impunidad, provocando que las muertes se multiplicaran. En Estrasburgo los sacaron de sus casas con violencia y los quemaron vivos. Un cronista de la época llamado Jakob Twinger von Konigshofen comparte su visión: 

«Quemaron a los judíos en una plataforma de madera en su cementerio. Había unos dos mil de ellos. […] Todo lo que se debía a los judíos fue cancelado […]. El consejo tomó el dinero que los judíos poseían y lo dividió entre los trabajadores proporcionalmente. El dinero fue, en efecto, lo que mató a los judíos. Si hubieran sido pobres y si los señores feudales no hubieran estado endeudados, no habrían sido quemados».

En 1355, fue coronado Rey de Italia y Emperador del Sacro Imperio Romano Germánico. Con su coronación como Rey de Borgoña en 1365, se convirtió en el gobernante personal de todos los reinos del Sacro Imperio Romano Germánico.
Tras haber desempeñado un enorme papel en la historia política y cultural del Reino de Bohemia, sigue siendo una figura muy popular en la República Checa. La Bula de Oro de 1356 supuso un cambio estructural en la política del Sacro Imperio Romano Germánico. Sin embargo, varios aspectos de su legado siguen siendo motivo de controversia. La imagen de Carlos como rey sabio, piadoso y amante de la paz (construida en parte por el propio Carlos) ha demostrado ser influyente hasta nuestros días, apoyada por varios proyectos artísticos o académicos producidos durante el reinado de Carlos o posteriormente.

## Biografía

### Primeros años de vida
Miembro de la Casa de Luxemburgo, hijo del conde Juan I de Luxemburgo (rey de Bohemia a través de su matrimonio) y de Isabel I de Bohemia (hija del rey Wenceslao II y hermana de Wenceslao III). Fue rey de los germanos (entre 1344 y 1378) y emperador del Sacro Imperio Romano Germánico (entre 1355 y 1378).

### Italia y Moravia
En 1331, adquirió cierta experiencia bélica en Italia con su padre. A principios de 1333, Carlos se dirigió a Lucca (Toscana) para consolidar allí su dominio. En un esfuerzo por defender la ciudad, Carlos fundó la cercana fortaleza y la ciudad de Montecarlo (Montaña de Carlos).
A partir de 1333, administró las tierras de la Corona de Bohemia debido a las frecuentes ausencias de su padre y al deterioro de su vista. En 1334, Carlos fue nombrado Margrave de Moravia, el título tradicional para los herederos al trono. Dos años más tarde, asumió el gobierno de Tirol en nombre de su hermano, Juan Enrique, y pronto participó activamente en una lucha por la posesión de este condado.

### Rey de los romanos
El 11 de julio de 1346, como consecuencia de una alianza entre su padre y el papa Clemente VI, enemigo implacable del emperador Luis IV, Carlos fue elegido como rey romano con oposición a Luis por algunos de los príncipes electores en Rhens. Como antes había prometido someterse a Clemente, hizo amplias concesiones al papa en 1347. Confirmando al papado en la posesión de vastos territorios, prometió anular los actos de Luis contra Clemente, no tomar parte en los asuntos italianos y defender y proteger a la iglesia.

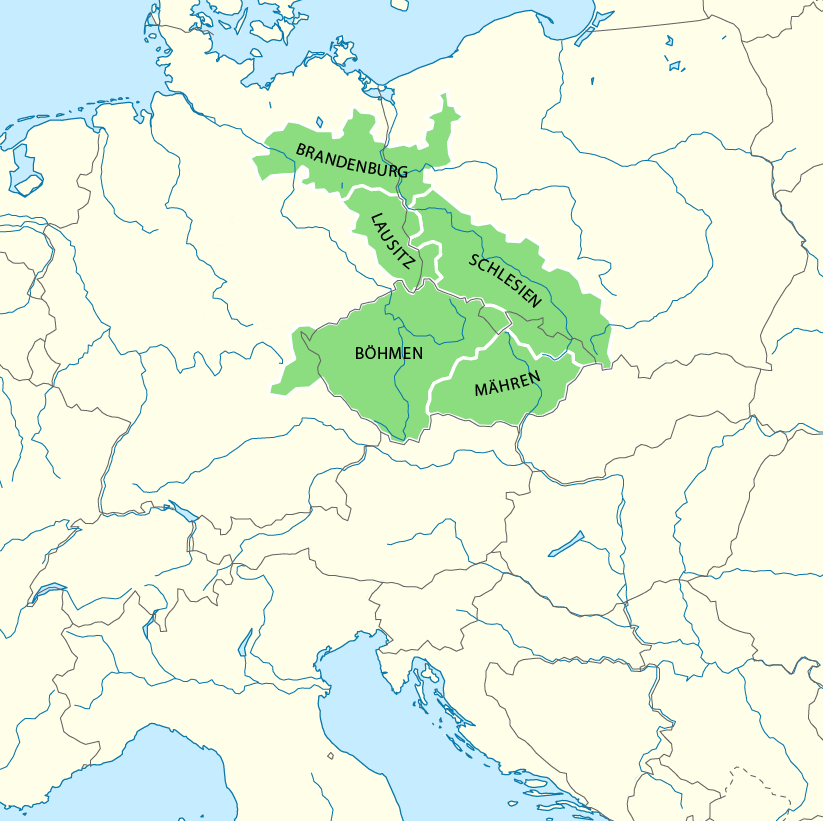
Tierras de la Corona de Bohemia gobernadas por Carlos IV.

Carlos IV se encontraba en una posición muy débil en Alemania. Debido a las condiciones de su elección, se le llamaba burlonamente "rey de los sacerdotes" (Pfaffenkönig). Muchos obispos y casi todo el ciudades imperiales permanecieron leales a Luis el Bávaro. Peor aún, Carlos apoyó al bando equivocado en la Guerra de los Cien Años, perdiendo a su padre y a muchos de sus mejores caballeros en la Batalla de Crécy en agosto de 1346, escapando el propio Carlos herido del campo de batalla.
La guerra civil en Alemania se evitó, sin embargo, cuando Luis IV murió el 11 de octubre de 1347, tras sufrir una apoplejía durante una cacería de osos. En enero de 1349, los partidarios de la Casa de Wittelsbach intentaron asegurar la elección de Günther von Schwarzburg como rey, pero atrajo a pocos partidarios y fue derrotado por Carlos en el sitio de Eltville en mayo. A partir de entonces, Carlos no se enfrentó a ninguna amenaza directa a sus pretensiones al trono imperial.
Carlos trabajó inicialmente para asegurar su base de poder. Bohemia no había sido afectada por la peste. Praga se convirtió en su capital, y reconstruyó la ciudad siguiendo el modelo de París, estableciendo la New Town (Nové Město). En 1348 fundó la Universidad Carolina de Praga, que más tarde recibió su nombre y fue la primera universidad de Europa Central. Ésta sirvió de campo de entrenamiento para burócratas y abogados. Pronto Praga se convirtió en el centro intelectual y cultural de Europa Central.

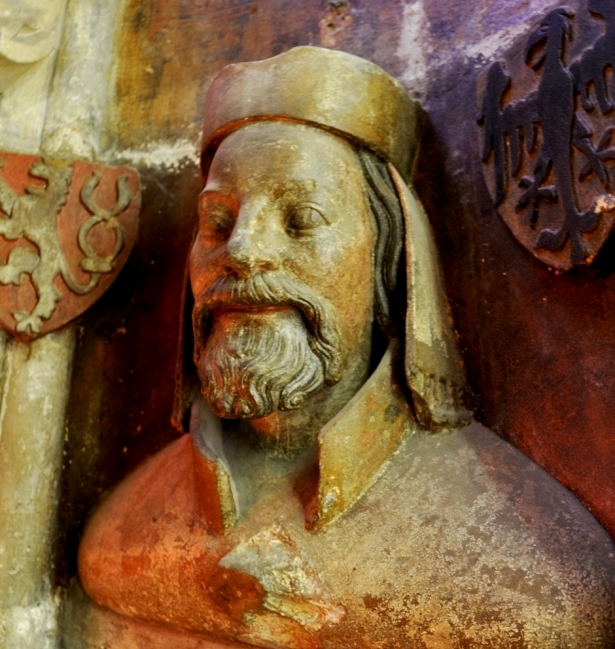
Busto de Carlos IV en la Catedral de San Vito, década de 1370.

Aprovechando las dificultades de sus oponentes, Carlos fue elegido de nuevo en Fráncfort el 17 de junio de 1349 y coronado de nuevo en Aquisgrán el 25 de julio de 1349. Pronto se convirtió en el soberano indiscutible del Imperio. Con regalos o promesas se había ganado el apoyo de las ciudades renanas y suabias; una alianza matrimonial le aseguró la amistad de los Habsburgo; y una alianza con Rudolf II de Baviera, conde palatino del Rin, se obtuvo cuando Carlos, que había enviudado en 1348, se casó con la hija de Rodolfo, Anna.
En 1350, el rey recibió en Praga la visita del tribuno romano Cola di Rienzo, quien le instó a ir a Italia, donde el poeta Petrarca y los ciudadanos de Florencia también imploraron su presencia. Haciendo oídos sordos a estas súplicas, Carlos mantuvo a Cola en prisión durante un año, y luego lo entregó como prisionero a Clemente en Aviñón.
Fuera de Praga, Carlos intentó ampliar las tierras de la corona bohemia, utilizando su autoridad imperial para adquirir feudos en Silesia, el Alto Palatinado y Franconia. Estas últimas regiones formaban la "Nueva Bohemia", un conjunto de posesiones destinadas a unir Bohemia con los territorios luxemburgueses de Renania. Sin embargo, los estados bohemios no estaban dispuestos a apoyar a Carlos en estas empresas. Cuando Carlos intentó codificar el derecho bohemio en la Maiestas Carolina de 1355, se encontró con una fuerte resistencia. A partir de ese momento, Carlos consideró conveniente reducir sus esfuerzos de centralización.

### Emperador del Sacro Imperio Romano Germánico

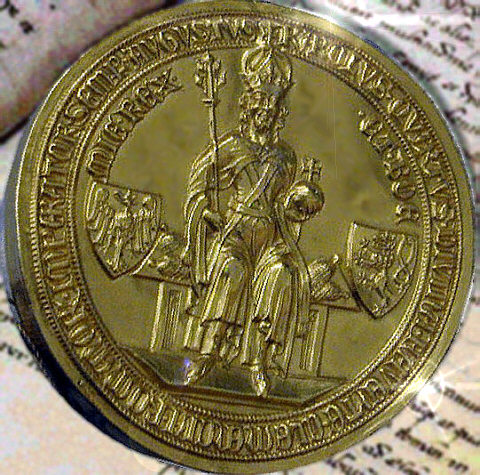
La Bula de Oro de 1356.

En 1354, Carlos cruzó los Alpes sin ejército, recibió la Corona lombarda en la Basílica de San Ambrosio, Milán, el 6 de enero de 1355, y fue coronado emperador en Roma por un cardenal el 5 de abril del mismo año. Su único objetivo parece haber sido obtener la corona imperial en paz, de acuerdo con una promesa hecha previamente al papa Clemente. Sólo permaneció en la ciudad unas horas, a pesar de los deseos expresos del pueblo romano. Habiendo abandonado prácticamente todos los derechos imperiales en Italia, el emperador volvió a cruzar los Alpes, perseguido por las despreciativas palabras de Petrarca, pero cargado de considerables riquezas. A su regreso, Carlos se ocupó de la administración del Imperio, entonces recién recuperado de la Peste Negra, y en 1356 promulgó la famosa Bula de Oro para regular la elección del rey.

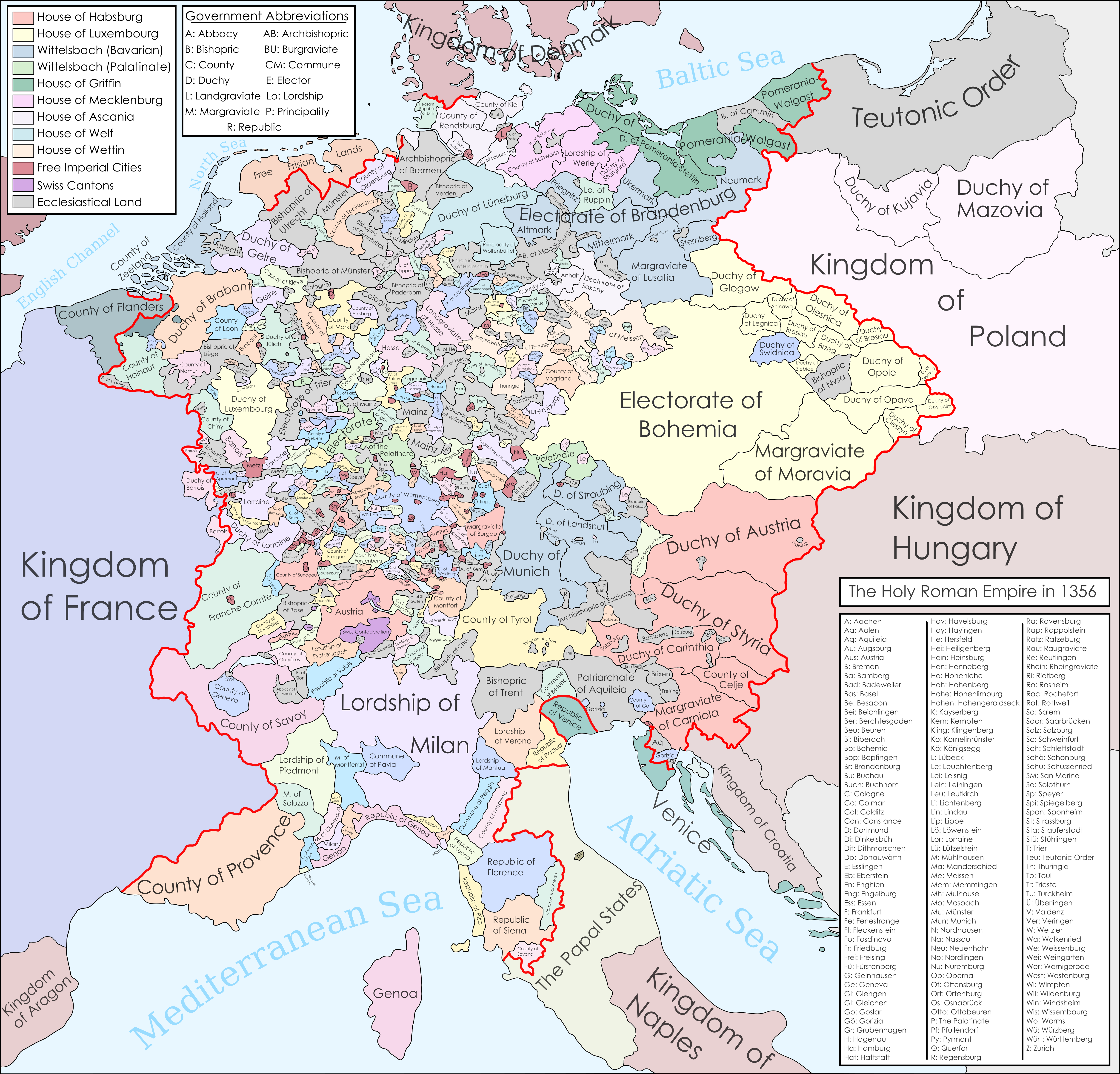
Las posesiones de Carlos en la firma de la Bula de Oro de 1356.

Tras haber entregado Moravia a un hermano, Juan Enrique, y erigido el condado de Luxemburgo en ducado para otro, Wenceslao, no cejó en su empeño de asegurarse otros territorios como compensación y fortalecer la monarquía bohemia. Con este fin, en 1353 adquirió parte del Alto Palatinado del Rin, en 1367 anexionó Baja Lusacia a Bohemia y compró numerosas propiedades en diversas partes de Alemania. A la muerte de Meinhard, duque de Alta Baviera y conde de Tirol, en 1363, Alta Baviera fue reclamada por los hijos del emperador Luis IV, y Tirol por Rodolfo IV, duque de Austria. Carlos admitió ambas reclamaciones en el entendimiento de que, si estas familias morían, ambos territorios pasarían a la Casa de Luxemburgo. Más o menos al mismo tiempo, se le prometió la sucesión del Margrave de Brandeburgo, que de hecho obtuvo para su hijo Wenceslao en 1373.

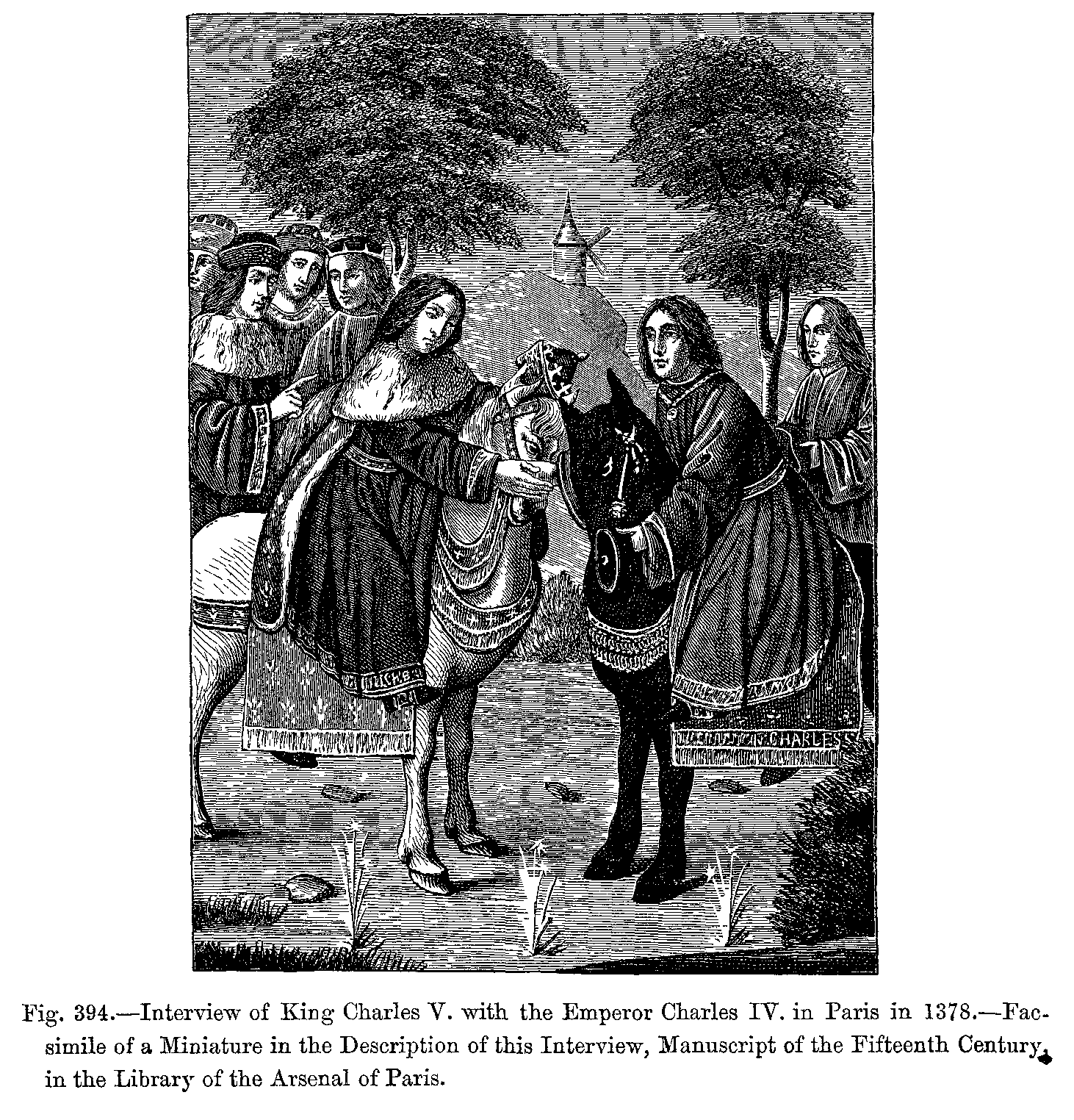
Encuentro con Carlos V de Francia en París en 1378, de un manuscrito del en la Bibliothèque de l'Arsenal

Casimiro III de Polonia y Luis I de Hungría conspiraron contra Carlos y consiguieron que Otón V de Baviera se uniera a la conspiración. Tras la revocación del contrato de sucesión por parte del margrave Otón, a principios de julio de 1371, Carlos IV declaró las hostilidades e invadió el Margraviato de Brandeburgo; tras dos años de conflicto, en 1373 Brandeburgo pasó a formar parte del Tierras Checas. Fue entonces cuando dio la orden de medir su nuevo territorio, sus aldeas, sus gentes y sus ingresos. Esto quedó registrado en el Landbuch of Charles IV, terminado en 1375. Muchos pueblos fueron mencionados por primera vez en este libro, por lo que puede proporcionar información sobre su antigüedad. También obtuvo una parte considerable del territorio de Silesia, en parte por herencia a través de su tercera esposa, Anna von Schweidnitz, hija de Enrique II, duque de Świdnica y Catalina de Hungría. En 1365, Carlos visitó al papa Urbano V en Aviñón y se comprometió a escoltarlo hasta Roma; en la misma ocasión fue coronado rey de Burgoña en Arlés.
Su segundo viaje a Italia tuvo lugar en 1368, cuando se entrevistó con el papa Urbano V en Viterbo, fue asediado en su palacio de Siena y abandonó el país antes de finales de 1369. Durante sus últimos años, el emperador tomó poca parte en los asuntos alemanes, más allá de asegurar la elección de su hijo Wenceslao como rey de los romanos en 1376 y negociar la paz entre la Liga de Ciudades Suabas y algunos nobles en 1378. Después de dividir sus tierras entre sus tres hijos y sus sobrinos, murió en noviembre de 1378 en Praga, donde fue enterrado, y donde se erigió una estatua a su memoria en 1848.
Carlos IV padecía gota (artritis metabólica), una dolorosa enfermedad bastante común en la época.

## Legado

### Evaluación
El reinado de Carlos IV se caracterizó por una transformación en la naturaleza del Imperio y es recordado como la Edad de Oro de Bohemia. Promulgó la Bula de Oro de 1356 por la que se establecía la sucesión al título imperial, que se mantuvo durante los cuatro siglos siguientes.
También organizó los estados del imperio en confederaciones de mantenimiento de la paz. En ellas, las ciudades imperiales ocupaban un lugar destacado. La confederación de las Landfriede suabas de 1370 estaba formada casi en su totalidad por Ciudades imperiales. Al mismo tiempo, las ligas estaban organizadas y dirigidas por la corona y sus agentes. Como en el caso de los electores, las ciudades que servían en estas ligas recibían privilegios para ayudar en sus esfuerzos por mantener la paz.
Aseguró su dominio sobre las fronteras orientales del Imperio mediante tratados de sucesión con los Habsburgos y la compra de Brandeburgo. También reclamó el señorío imperial sobre los estados crusader de Prusia y Livonia.
En 2005, Carlos IV ocupó el primer puesto en el programa de televisión Největší Čech', el spin-off checo del programa de la BBC Greatest Britons.

### Mecenazgo de la cultura y las artes

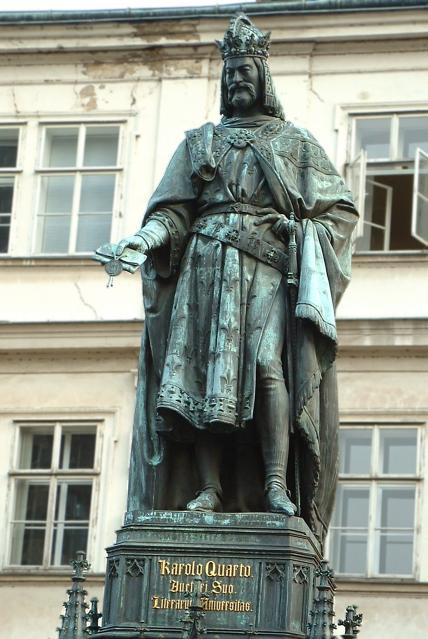
Estatua de Carlos IV cerca del Puente de Carlos (1848), Praga, por Ernst Julius Hähnel.

Praga se convirtió en la capital del Sacro Imperio Romano Germánico durante el reinado de Carlos IV. El nombre del fundador y mecenas real permanece en muchos monumentos e instituciones, por ejemplo Universidad Carolina, Puente de Carlos, Plaza de Carlos. Gótico alto Castillo de Praga y parte de la catedral de San Vito de Peter Parler también fueron construidos bajo su patrocinio. Por último, el primer florecimiento de la pintura manuscrita en Praga data del reinado de Carlos. En la actual República Checa, se le sigue considerando Pater Patriae (padre de la patria u otec vlasti), título acuñado por primera vez por Adalbertus Ranconis de Ericinio en su funeral.
Carlos también tuvo fuertes lazos con Núremberg, permaneciendo 52 veces dentro de sus murallas y fortaleciendo así su reputación entre las ciudades alemanas. Carlos fue el mecenas de la Núremberg Frauenkirche, construida entre 1352 y 1362 (el arquitecto fue probablemente Peter Parler), donde la corte imperial rendía culto durante sus estancias en Núremberg.
La política imperial de Carlos se centró en la esfera dinástica y abandonó el elevado ideal del Imperio como monarquía universal de la Cristiandad. En 1353, concedió el Ducado de Luxemburgo a su hermanastro, Wenceslao. Concentró sus energías principalmente en el desarrollo económico e intelectual de Bohemia, donde fundó la universidad en 1348 y fomentó el primeros humanistas. Mantuvo correspondencia con Petrarca y le invitó a visitar la residencia real de Praga, mientras que el italiano esperaba -en vano- ver a Carlos trasladar su residencia a Roma y reavivar la tradición del Imperio Romano.
La hermana de Carlos, Bona, se casó en 1335 con el hijo mayor de Felipe VI de Francia, el futuro Juan II de Francia. Así pues, Carlos era tío materno de Carlos V de Francia, quien solicitó el consejo de su pariente en Metz en 1356 durante la Revuelta de París. Este vínculo familiar se celebró públicamente cuando Carlos hizo una solemne visita a su sobrino en 1378, pocos meses antes de su muerte. En el ejemplar de Carlos V de las Grandes Crónicas de Francia' se encuentra un relato detallado de la ocasión, enriquecido con numerosas y espléndidas miniaturas.

## Matrimonios e hijos
Carlos se casó cuatro veces. Su primera esposa fue Blanca Margarita de Valois (1316-1348), hija de Carlos de Valois (1270-1325). De esta unión nacieron dos hijas:
- Margarita de Luxemburgo (1335-1349), casada con Luis I de Hungría.
- Catalina de Bohemia (19 de agosto de 1342–26 de abril de 1395), quien contrajo matrimonio primero con Rodolfo IV, duque de Austria y luego con Otón V de Baviera.

Su segundo matrimonio fue con Ana de Baviera (1329-1353), hija de Rodolfo II, Conde Palatino del Rin. 
- Wenceslas, que murió joven.

Se casó en terceras nupcias con Ana de Swidnica (1339-1362, hija de Enrique II, duque de Swidnica y Catalina de Anjou), con quien tuvo dos hijos:
- Wenceslao de Luxemburgo (1361-1419), sucesor de Carlos como rey de Bohemia, e
- Isabel de Bohemia (1358-1373), quien esposó a Alberto III de Austria.

Su cuarta esposa fue Isabel de Pomerania (1347-1393), hija del duque Bogislao V de Pomerania e Isabel de Polonia. De esta unión nacieron seis hijos:
- Ana de Bohemia (1366-1394), quien se casó con Ricardo II de Inglaterra
- Segismundo de Hungría (1368-1437), emperador germánico, rey de Bohemia y Margrave de Brandeburgo.
- Juan de Luxemburgo (1370-1396).
- Carlos de Luxemburgo (1372-1373).
- Margarita de Bohemia (1373-1410), quien se casó con Juan III, Margrave de Núremberg.
- Enrique de Luxemburgo (1377-1378).

## Ascendencia
| Carlos IV de Luxemburgo | Padre: Juan I de Bohemia   | Abuelo paterno: Enrique VII             | Bisabuelo paterno: Enrique VI de Luxemburgo           |
| Carlos IV de Luxemburgo | Padre: Juan I de Bohemia   | Abuelo paterno: Enrique VII             | Bisabuela paterna: Beatriz de Avesnes                 |
| Carlos IV de Luxemburgo | Padre: Juan I de Bohemia   | Abuela paterna: Margarita de Brabante   | Bisabuelo paterno: Juan I de Brabante                 |
| Carlos IV de Luxemburgo | Padre: Juan I de Bohemia   | Abuela paterna: Margarita de Brabante   | Bisabuela paterna: Margarita de Francia y de Provenza |
| Carlos IV de Luxemburgo | Madre: Isabel I de Bohemia | Abuelo materno: Wenceslao II de Bohemia | Bisabuelo materno: Otakar II de Bohemia               |
| Carlos IV de Luxemburgo | Madre: Isabel I de Bohemia | Abuelo materno: Wenceslao II de Bohemia | Bisabuela materna: Cunegunda de Eslavonia             |
| Carlos IV de Luxemburgo | Madre: Isabel I de Bohemia | Abuela materna: Judith de Habsburgo     | Bisabuelo materno: Rodolfo I de Habsburgo             |
| Carlos IV de Luxemburgo | Madre: Isabel I de Bohemia | Abuela materna: Judith de Habsburgo     | Bisabuela materna: Gertrudis de Hohenburg             |